# Tashirojima
Tashirojima (田代島) é uma pequena ilha em Ishinomaki, na prefeitura de Miyagi, no Japão. Ela fica localizada no Oceano Pacífico, próxima à Península de Oshika. É uma ilha habitada, embora a população seja muito pequena e esteja em declínio (em torno de 80 pessoas no censo de 2010, comparada com aproximadamente 1000 pessoas, na década de 1950). A ilha se tornou conhecida como "Ilha dos Gatos" por conta da imensa população de gatos de rua, que se mantém por conta de uma crença local de que alimentar os gatos trará prosperidade e boa sorte. A população felina é, hoje em dia, maior do que a população humana. Não existem cachorros de estimação na ilha.

## Demografia
A ilha é dividida em dois vilarejos diferentes, Oodomari e Nitoda. Ajishima, uma ilha próxima, pertencia à cidade de Oshika, enquanto Tashirojima era parte de Ishinomaki. Em primeiro de abril de 2005, Oshika se tornou parte de Ishinomaki, de forma que agora as duas ilhas são parte do mesmo município.
83% da população de Tashirojima é idosa, de forma que os vilarejos foram classificados como "vilas terminais" (限界集落 genkai shuraku, literalmente vilas limitadas), categorização do governo do Japão dada à locais com população com mais de 50% da população idosa e cuja sobrevivência é ameaçada. A maior parte dos habitantes da ilha trabalha na pescaria e com turismo, em pousadas e pequenos hotéis.

## População felina
Nos anos finais do período Edo, boa parte dos habitantes da ilha trabalhava na indústria têxtil, criando bichos-da-seda para produzir tecidos. Os residentes então criavam gatos para que estes mantivessem os ratos distantes dos insetos. Com o passar do tempo, a população de gatos começou a crescer imensamente, por estes não serem castrados; a população humana também, ao mesmo tempo, entrou em rápido declínio, e hoje em dia menos de 100 pessoas habitam Tashirojima. A proporção aproximada é de seis gatos para cada humano na ilha.

## Santuário
Existem dez santuários de felinos espalhados pela prefeitura de Miyagi, um deles localizado no centro de Tashirojima. Como a pescaria também era uma atividade comum na ilha, especialmente por parte de pescadores vindo de regiões próximas, os gatos iam atrás destes para pedir comida. A relação entre os gatos e os pescadores foi se tornando mais próxima, dando abertura à interpretação do comportamento felino como previsões climáticas e padrões de movimento dos peixes. Um dia, ao coletar pedras para a fixação da rede de pesca, um pescador acidentalmente derrubou uma pedra sobre um gato, o matando. Sentindo-se culpado e entristecido, o pescador enterrou-o e criou um pequeno santuário ao gato no lugar,  iniciando a prática de adoração aos felinos como espécies de deidades na ilha. 